# Berki Gyula
Berki Gyula (Zaláta, 1884. június 27. – Budapest, 1966. február 10.) politikus, közgazdasági író és publicista.

## Életútja
Berki József református lelkész és Vágó Ilona fiaként született, 1884. július 3-án keresztelték. Kolozsvárott járt egyetemre, majd közgazdásznak tanult. 1906-ban írta meg első művét a mezőgazdasági munkások helyzetéről. Birtokán gazdálkodott, vármegyei tiszteletbeli szolgabíró, s több gazdasági intézmény vezetője volt. Miután az ellenforradalom hatalomra jutott, az Országos Kisgazdapárt titkára lett, később pedig az egyesült Kisgazdapárt igazgatójaként működött. Fontos szerepe volt az Egységes Párt létrehozásában, a párt elnöki tanácsának is tagja volt. 1920 és 1935 között kisgazdapárti, ezután egységes párti nemzetgyűlési, valamint országgyűlési képviselő volt. 1931-től az Országos Faluszövetség élén állt. Fővárosi és vidéki napilapok több politikai és gazdasági cikkét közölték.

## Forrás
- Magyar életrajzi lexikon I. (A–K). Főszerk. Kenyeres Ágnes. Budapest: Akadémiai. 1967.